# Ana Jara
Ana Jara Martínez, (Valencia, 17 de novembro de 1995) mais conhecida como Ana Jara, é  uma atriz, dançarina, e cantora espanhola é conhecida internacionalmente por interpretar "Jim" na série juvenil  Sou Luna.

## Carreira
Desde criança demonstrou interesse pelo mundo do espetáculo, tendo aulas de teatro, canto, comédia e guitarra. Ela também fez aulas de dança especializadas em diferentes gêneros.
Em Valência, ela fez parte de diferentes peças, especialmente em vários musicais, mas seu verdadeiro salto para a fama aconteceu no ano 2016 para fazer parte do elenco principal da série  Soy Luna , para esta série teve que ter aulas de patins. Ela também faz parte das trilhas sonoras da série e das turnês que estão ocorrendo em 2017.
Em 2015 ela fez parte do elenco do filme  Woman Rules , então no ano de 2016 (em paralelo com seu trabalho em  Soy Luna ), ela produziu e estrelou um curta-metragem onde ela demonstra sua capacidade de dançar.

## Filmografia
| Ano       | Título      | Personagem          | Notas                     |
| --------- | ----------- | ------------------- | ------------------------- |
| 2016-2018 | Soy Luna    | Jimena "Jim" Medina | Principal (Temporada 1-3) |
| 2019      | Bajo la red | Anaís               | Principal (Temporada 2)   |

### Filmes
| Ano  | Filme       |
| ---- | ----------- |
| 2015 | Women Rules |
| 2016 | Para el     |
| 2017 | Paralelos   |

### Teatro
| Ano  | Obra                       |
| ---- | -------------------------- |
| 2010 | La sirenita                |
| 2014 | Te vuelves demasiado viejo |

## Turnê
- Soy Luna en concierto (2017) -Turnê Latina Americana
- Soy Luna Live (2018) -Turnê Europa
- Soy Luna en vivo (2018) -Turnê Latina Americana

## Discografia
| Bandas sonoras | Bandas sonoras                                                                                            | Bandas sonoras      |
| Ano            | Canção | Álbum               |
| -------------- | --- | ------------------- |
| 2016           | «Sobre ruedas» (com Valentina Zenere, Karol Sevilla, Malena Ratner, Katja Martínez & Chiara Parravincini) | Soy Luna            |
| 2016           | «Camino» (com Elenco de Soy Luna)                                                                         | Soy Luna            |
| 2016           | «A rodar mi vida» (com "Chiara Parravichini)                                                              | Música en ti        |
| 2016           | «Vuelo» (com Elenco de Soy Luna)                                                                          | Música en ti        |
| 2016           | «Alas (Radio Disney Vivo)» (com Elenco de Soy Luna)                                                       | Música en ti        |
| 2017           | «Honey Funny» (com Chiara Parravicini & Jorge López)                                                      | La vida es un sueño |
| 2017           | «Valiente» (com Elenco de Soy Luna)                                                                       | La vida es un sueño |
| 2017           | «Cuenta Conmigo» (com Elenco de Soy Luna)                                                                 | La vida es un sueño |
| 2017           | «Footloose» (com Elenco de Soy Luna)                                                                      | La vida es un sueño |
| 2017           | «Siempre Juntos» (Versão Grupal) (com Elenco de Soy Luna)                                                 | La vida es un sueño |

## Prêmios
| Ano  | Premiação   | Categoria | Trabalho | Resultado |
| ---- | ----------- | --------- | -------- | --------- |
| 2017 | Fans Awards | Revelação | Soy Luna | Venceu    |

## Ligações Externas
- Ana Jara no Facebook
- Ana Jara no Instagram
- Ana Jara no X